# Canale di Tenno

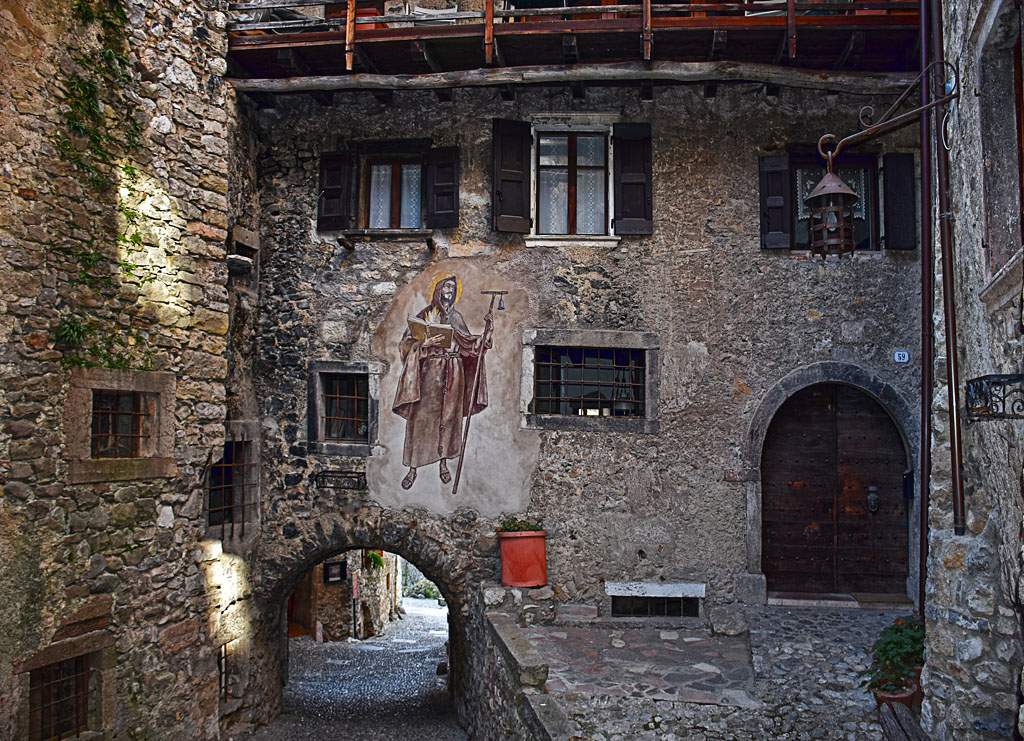
Un murale a Canale di Tenno

Canale di Tenno (o Villa Canale) è uno dei quattro borghi di cui è costituita Ville del Monte, la frazione più estesa del Comune di Tenno in Trentino. Oltre a Canale fanno parte di Ville del Monte le non lontane Villa Sant'Antonio, Villa Pastoedo e Villa Calvola.

## Il borgo di Canale
Canale di Tenno è un borgo medievale che sorge a 600 metri di altezza sulle colline che guardano il versante trentino del lago di Garda, fra Riva del Garda e l'altopiano di Fiavé, sulla strada che collega il lago alle Giudicarie.
Iscritto a pieno titolo nell'associazione “I borghi più belli d’Italia”, il primo documento che attesta la sua esistenza risale all'anno 1211. Oggi Canale di Tenno conserva intatto l'impianto urbanistico originario, formato da quattro strade che convergono nella piazzetta, un gran numero di case in pietra e i caratteristici avvolti, che collegano le abitazioni l'una all'altra. Alcune di queste case sono decorate da affreschi, per lo più moderni, il più pregevole dei quali è opera del pittore Gianni Longinotti e decora la facciata della sua abitazione.
Parzialmente abbandonato dopo la prima guerra mondiale e in conseguenza dello sviluppo industriale della pianura intorno a Riva del Garda e Arco, che ha attratto sul lago parte della popolazione, Villa Canale rinasce lentamente dopo la seconda guerra mondiale. Di questo borgo si innamorò fortemente il pittore di origine torinese Giacomo Vittone, che trascorse molti anni della sua vita sul lago di Garda trentino e immortalò Canale in diverse sue opere. Il borgo di Canale di Tenno non smise di ammaliare altri artisti, come lo stesso Gianni Longinotti, ma anche viaggiatori e turisti stranieri che lentamente gli ridiedero vita acquistando alcune case e ristrutturandole.
Canale di Tenno conta oggi circa 50 abitanti e vive una stagione di ripresa grazie al turismo, attratto dal vicino lago di Tenno e dall'offerta culturale.

### Musei, arte e manifestazioni
A Canale vi è un piccolo ma ricco museo che raccoglie gli attrezzi della vita contadina e la Casa degli Artisti, dedicata al pittore adottivo di Canale, il già citato Giacomo Vittone. Oggi è un centro di produzione artistica che ospita corsi, mostre, concerti, ecc., ma è anche una residenza per artisti.
Canale di Tenno è famoso anche per alcune manifestazioni come il "Rustico Medioevo", che fa riferimento proprio alle antiche origini del borgo. Si tratta di un festival di arti varie che si svolge ogni anno nelle prime due settimane di agosto e riporta in scena alcuni momenti della vita medioevale del borgo. In inverno invece, durante tutti i weekend di dicembre che precedono il Natale, le viuzze del borgo ospitano i tradizionali mercatini di Natale.
Appena fuori Canale, sulla strada verso Villa Calvola, un grande monumento che riproduce quattro uomini che dialogano, detto “Le vicinie”, ricorda la gestione della “cosa comune” attraverso le “regole” locali stabilite dai capofamiglia.

## Galleria d'immagini

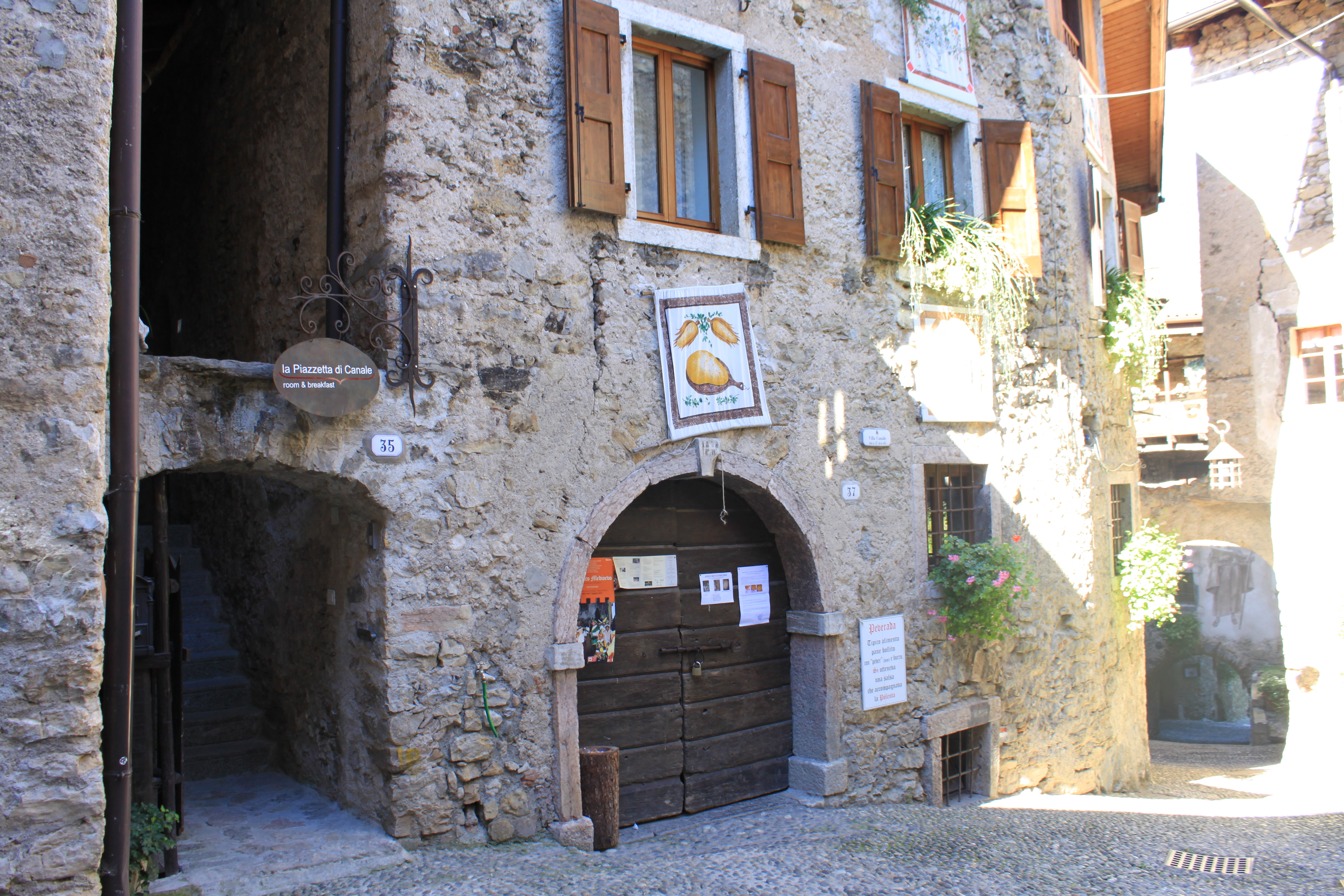
Canale di Tenno. Tipica casa antica sulla piazzetta
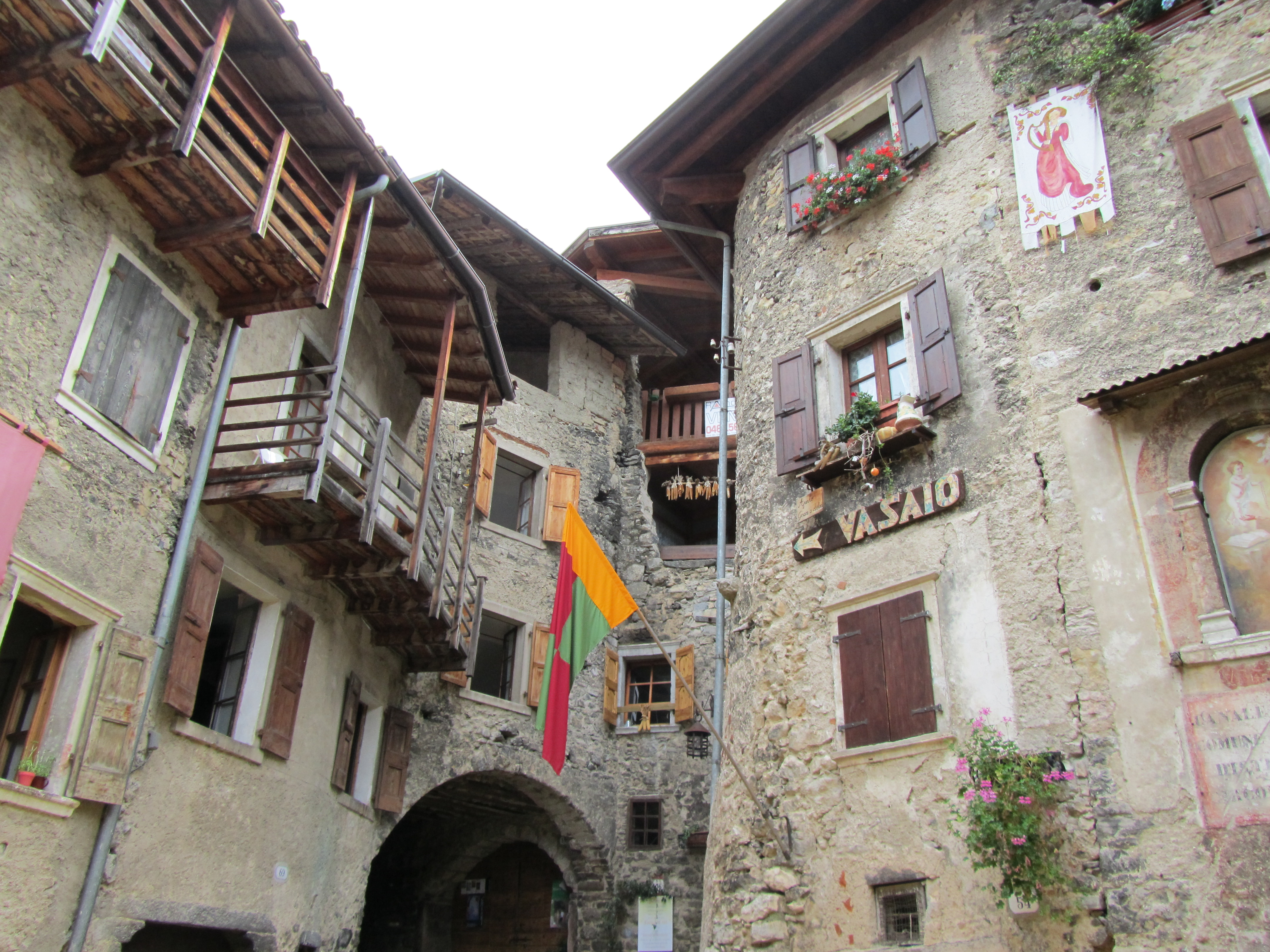
Canale di Tenno. Edificio sulla piazzetta
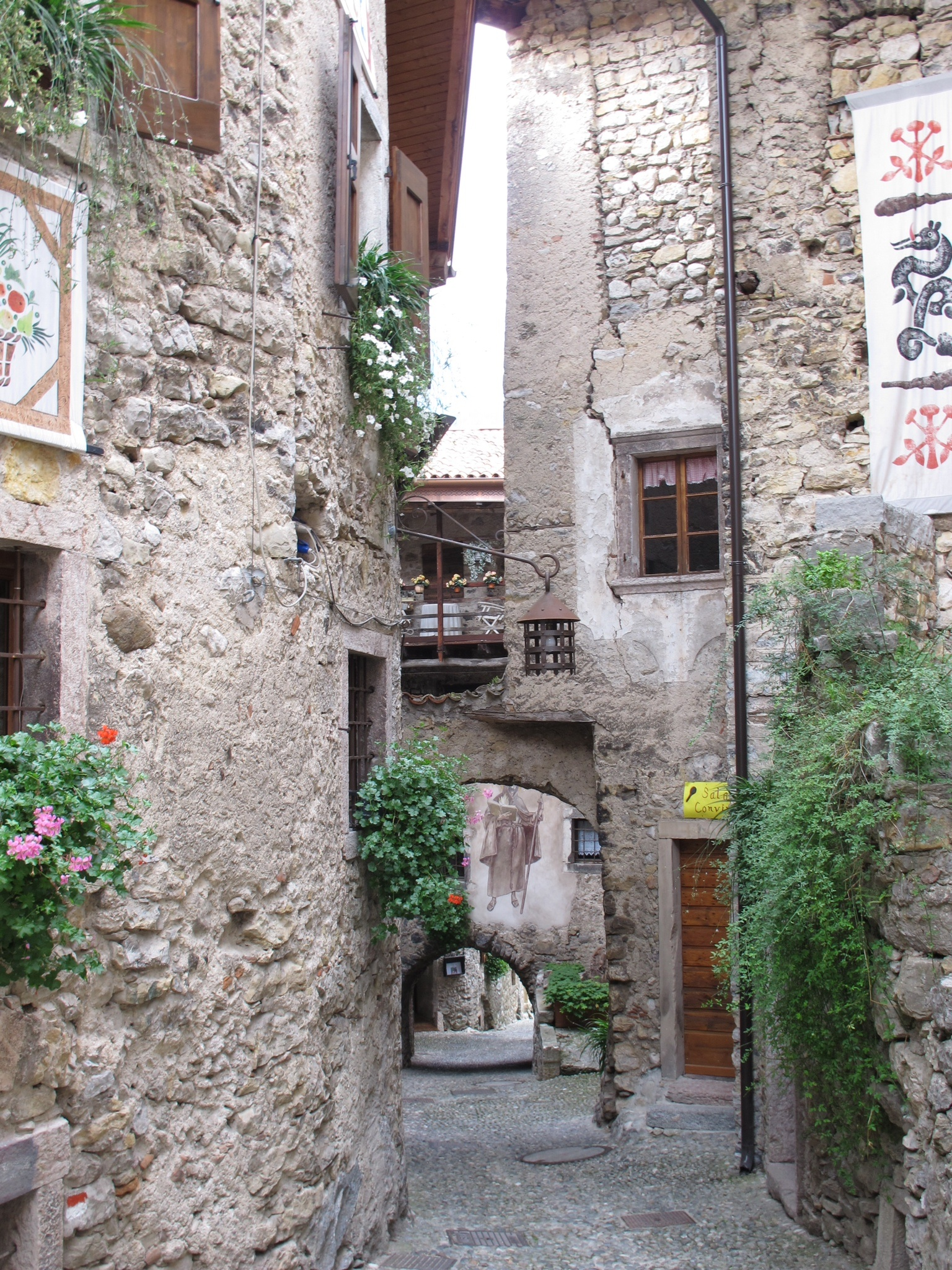
Canale di Tenno. Scorcio di una viuzza
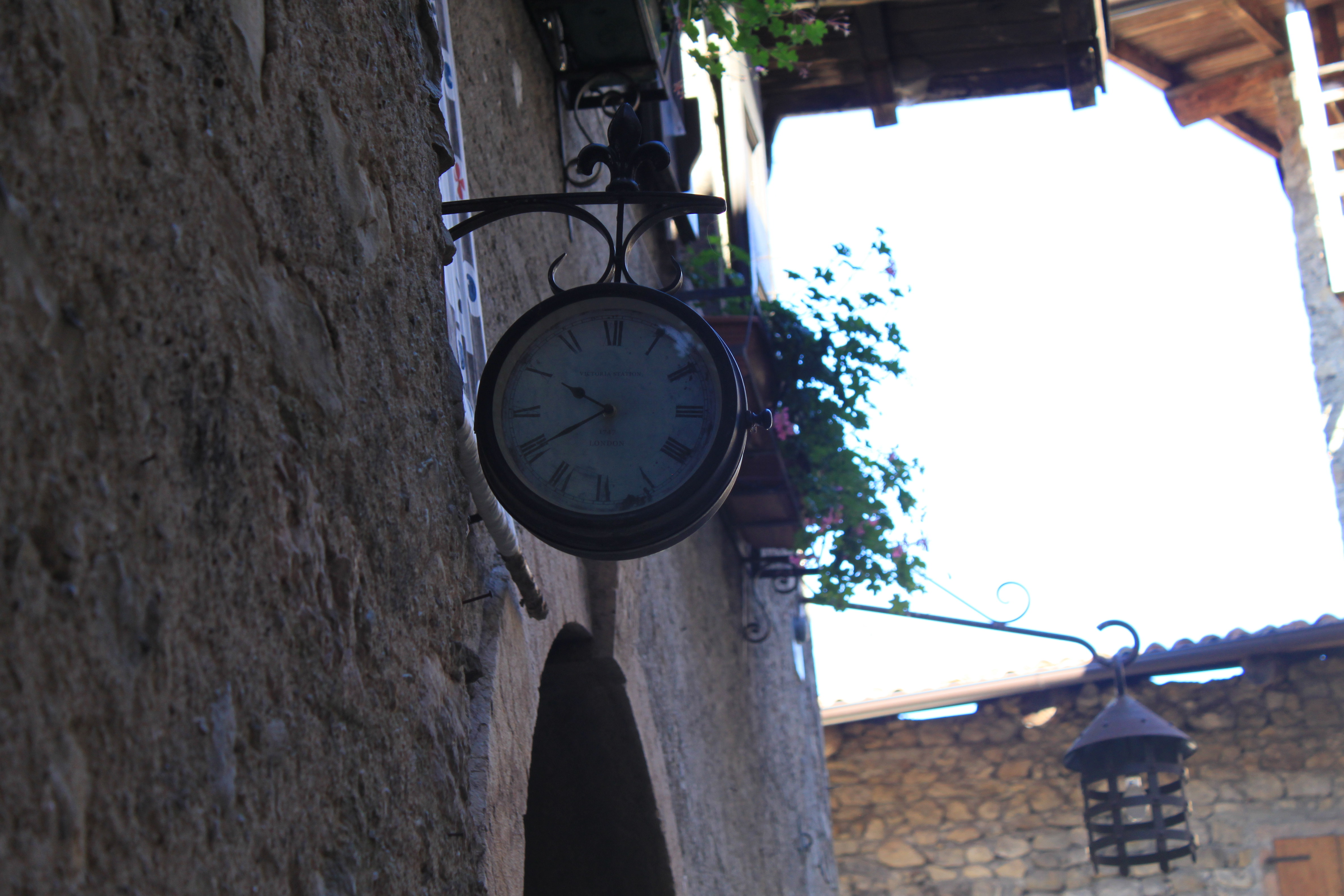
Canale di Tenno. Orologio di una casa